# منتخب أوزبكستان لكرة الطائرة للرجال
منتخب أوزبكستان لكرة الطائرة للرجال هو ممثل أوزبكستان الرسمي في المنافسات الدولية في كرة طائرة في فئة كرة الطائرة للرجال.